# Ethnogenese

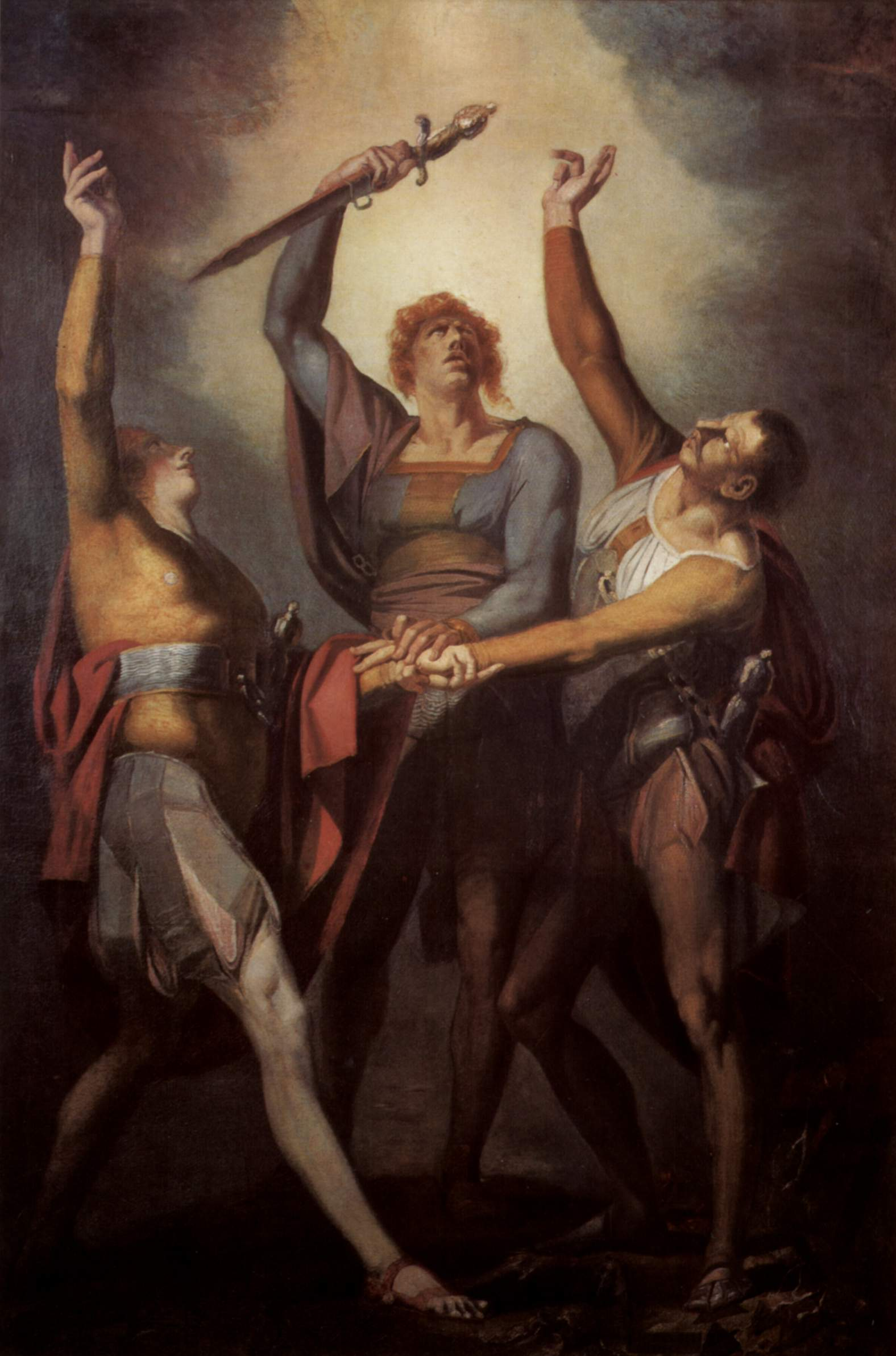
Beispiel für die Ethnogenese der „Schweizer“: Legende des Rütlischwurs

Ethnogenese (von altgriechisch éthnos „[nicht griechisches] Volk“ und genesis „Geburt, Ursprung, Entstehung“) ist eine moderne Methodenbezeichnung aus den Bereichen der Kultur- und Sozialwissenschaft, um den Vorgang der Entstehung eines Volkes beziehungsweise einer Ethnie zu beschreiben.
Ein „neues Volk“ mit einer eigenen Identität, Kultur und möglicherweise Sprache und Mythologie sowie einem Gefühl der Zusammengehörigkeit kann durch länger andauernde Isolation einer Menschengruppe entstehen oder durch das Leben im selben Herrschaftsbereich. Der Historiker Herwig Wolfram betont, dass bei einer Ethnogenese keine Abstammungsgemeinschaft entsteht, sondern eine „politische Einheit“, eine „Gemeinschaft gleichen Rechtes und sozialen Bewußtseins“.
Häufig sind an der Ethnogenese eines Volkes auch andere Völkerschaften beteiligt, die ethnische, sprachliche und andere kulturelle Merkmale hinterlassen oder typische Eigenheiten des neuen Volkes mitprägen. Auch aus der Verschmelzung mehrerer Völker kann ein neues Volk entstehen. In diesem Sinne werden in der modernen Forschung weniger biologische als vielmehr historisch-soziale Entwicklungen betont, die schließlich zur Bildung eines Volkes mit eigener Identität führen. Die (ethnische) Identität ist hierbei entscheidend, die in einem wechselhaften Prozess entsteht, bei dem unterschiedliche Faktoren eine Rolle spielen.
In der historischen Forschung wird in den letzten Jahrzehnten vor allem die Bildung neuer Gruppen im Zeitraum des Übergangs von der Spätantike zum Frühmittelalter untersucht, in der Zeit der sogenannten Völkerwanderung. Zu einem regelrechten Paradigmenwechsel führten die Forschungen von Reinhard Wenskus und Herwig Wolfram, die allerdings in neuerer Zeit modifiziert und teilweise korrigiert wurden. Der Kerngedanke der modernen Forschung ist, dass man keine uranfängliche, überzeitliche und statische Entwicklung von Völkern voraussetzen kann, sondern sich Gruppen vielmehr in einem dynamischen sozialen Prozess zusammenschließen. Sie entwickeln erst anschließend eine eigene Identität, die sich beispielsweise in Herkunftsgeschichten ausdrückt (siehe Origo gentis). Demnach sind Völker und Stämme keine biologisch determinierten Gemeinschaften, sondern Ergebnis der historischen Entwicklung. In neuerer Zeit wird aufgrund kritischer Anmerkungen zum Ethnogenesebegriff (vor allem in Teilen der anglo-amerikanischen Forschung) eher der Identitätsbegriff benutzt, zumal dieser dem fortlaufenden Prozess einer nie völlig abgeschlossenen Identitätsbildung besser gerecht wird.